# Сударенко (прізвище)
Сударенко — українське прізвище, утворене від слова "судар" (застаріле звертання на кшталт "пан" або "господар").

## Відомі носії
- Сергій Сударенко (1922—1984) — радянський військовий, авіаційний технік та науковець українського походження.